# Gardameer

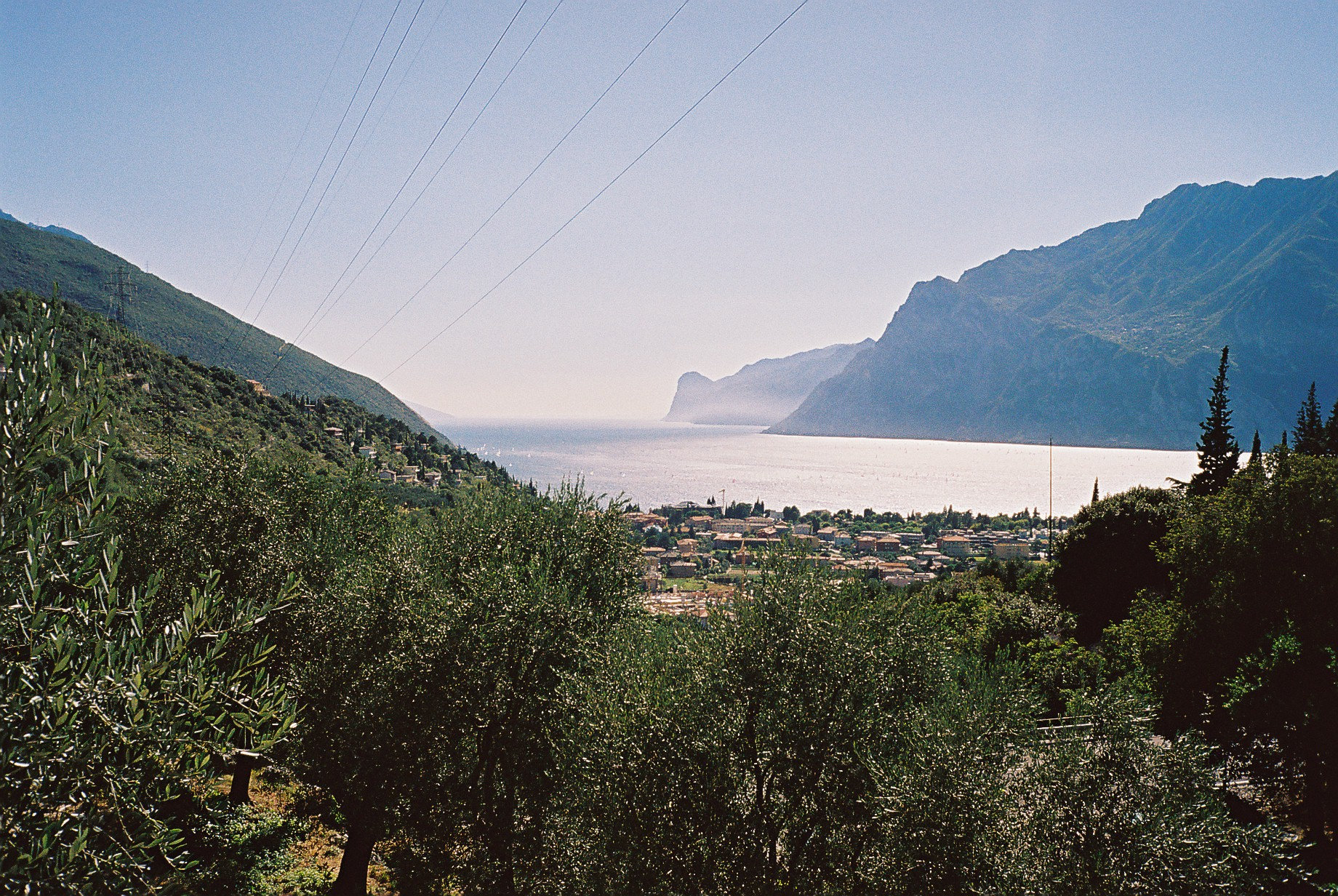
De noordpunt, met Nago-Torbole vooraan

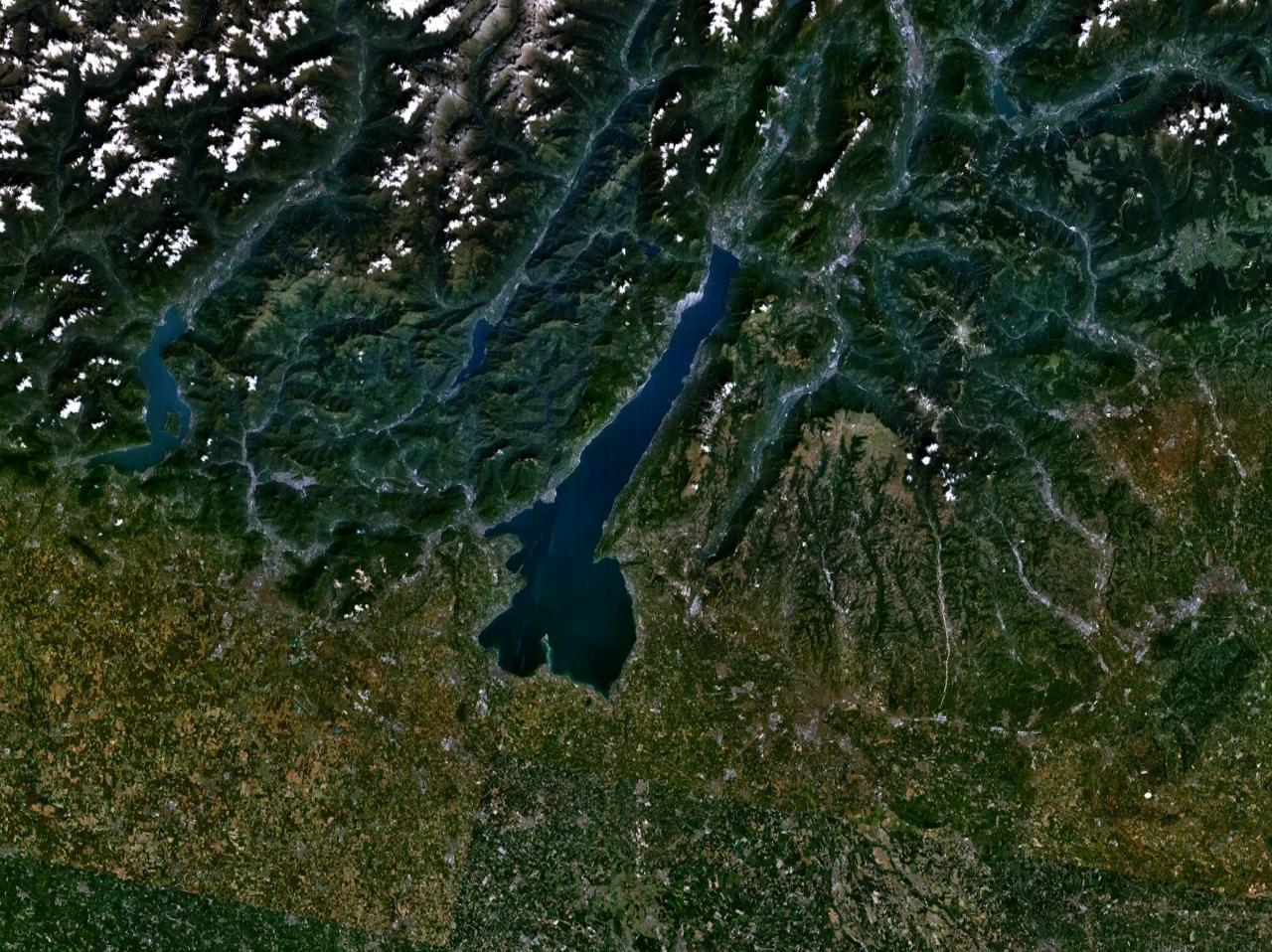
Satellietfoto

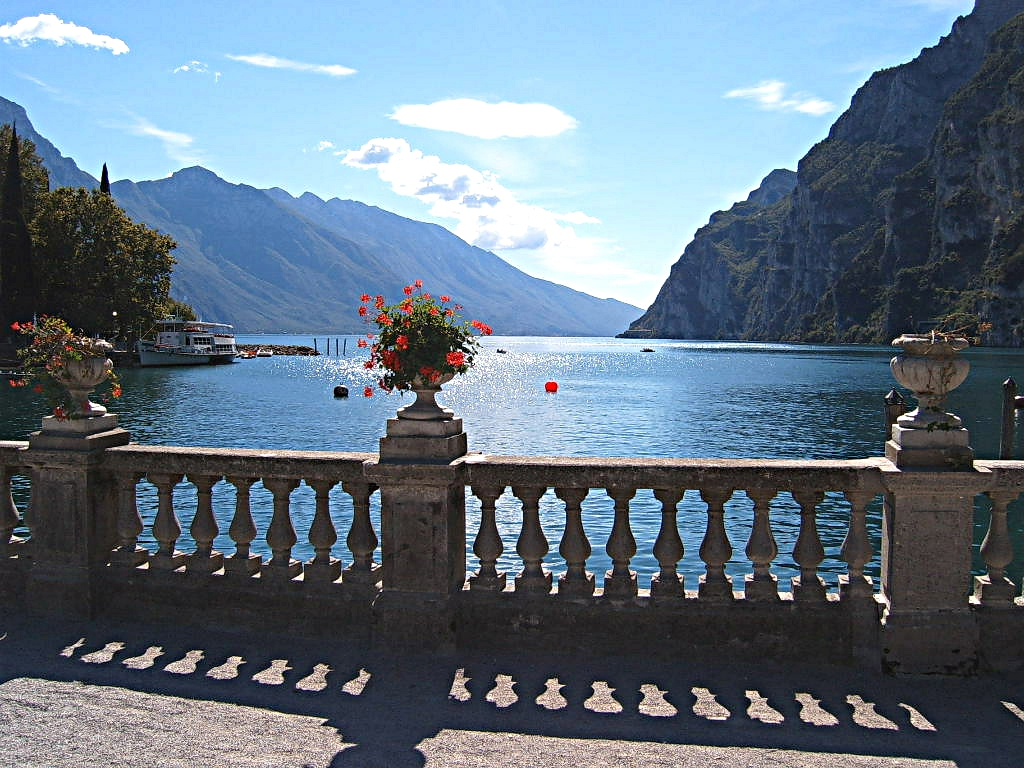
Gardameer bij Riva del Garda

Het Gardameer (Italiaans: Lago di Garda) is het grootste meer van Italië. Het heeft een oppervlakte van 369,98 km². Het landschap heeft een schilderachtig karakter door het diepblauwe water, de oleanders, de citroenbomen en de cipressen. Het Gardameer ligt in de regio's Lombardije (provincie Brescia), Trentino-Zuid-Tirol (provincie Trente) en Veneto (provincie Verona). Het meer heeft de bijnaam Benaco, met de klemtoon op de tweede lettergreep.

## Meer en landschap
In morfologisch opzicht is de grote watermassa verdeeld in twee gedeelten. Het noordelijke deel is smal en ligt ingeklemd tussen steile bergen, waardoor het doet denken aan een Scandinavisch fjord. Het zuidelijke deel loopt uit in een breed bekken waar het schiereiland van Sirmione inpriemt.
Er liggen zeven kleine eilandjes in het meer:
- Isola del Garda, dat voor San Felice ligt
- San Biagio, bij de rots van Manerba
- Trimelone bij Cassone
- Sogno en Olivo, in de buurt van Malcesine
- de rotseilandjes Altare en Stella

Ten oosten van het meer liggen de Monte Baldo met zijn toppen, de Altissimo (2078 m), de Pozzette (2218 m) en de Telegrafo (2200 m). De steile kalksteenhellingen bieden tot aan de oever een afwisselend gezicht met weiden, bossen, rotsen, heuvels en valleien, littekens van steenlawines, cipressen, olijfgaarden, wijngaarden en hier en daar wat huizen en een paar kleine dorpjes.
De westkust tussen Riva en Gargnano bestaat uit steile, soms loodrecht uit het meer oprijzende rotsen, met hoog boven de scherpe bergen uitstekende toppen van de Pari (1991 m), Carone (1621 m), Denervo (1460 m) en de Pizzardo (1582 m).
De steile bergwanden worden doorsneden door een flink aantal nauwe valleien. De belangrijkste zijn:
- de vallei van de Ledro, die naar Ponale loopt
- de Toscolanevallei, waar de Valvestino doorheen stroomt
- de vallei van de Sarca, in het uiterste noorden van het meer, bij Arco, Riva en Torbole

De Sarca heeft uit het sediment dat ze met zich mee voert vlakke stukken land afgezet.
Het meer ten zuiden van de bergwanden ziet er totaal anders uit. Hier zijn geen steile rotswanden en vlak langs de oever of in de rotsen uitgehouwen wegen. Aan de westkant vanaf Gargnano is de oever vlak, alleen bij de Rots van Manerba wordt hij nog wat steil en hoog (218 m), maar van hier tot Desenzano en Peschiera is de bodem vlak, en dat blijft zo tot de rots van San Vigilio bij Garda.

## Ontstaan
Het quartair wordt gekenmerkt door ijstijden afgewisseld met interglaciale warmere periodes. Tijdens de ijstijden groeiden niet alleen de ijskappen op de noord- en zuidpool, maar ook de gletsjers in het gebergte. Het ontstaan van het Gardameer is dan ook een gevolg van deze gletsjerwerking. De kloof in de buurt van Riva del Garda werd door de gletsjer uitgeschuurd tot een U-dal. Naarmate de gletsjer zuidelijker schoof begon deze door de hoge temperaturen af te smelten. Bij dit schuifproces werd een stuwwal gevormd. Deze vorm van eindmorene strekt zich uit in een boog rond het einde van de gletsjertong. Deze stuwwallen vormden een barrière voor het smeltwater tijdens de warmere perioden van het quartair, zodat het door de gletsjer uitgeschuurde gebied achter de stuwwallen gevuld werd met (smelt)water. Dit proces is zichtbaar geworden met het ontstaan van het Gardameer.

## Rivieren
Behalve de eerder genoemde rivier de Sarca stromen nog een heel aantal kleinere rivieren in het Gardameer uit; onder andere de Varone, de Abola en de Ponale in het noorden, en de San Giovanni (bij Limone), de Campione (bij San Michele), de Brasa, Toscolano, Bornico en de Barbarano in het westen van het meer. De rivieren aan de oostkant van het meer zijn over het algemeen vrij klein en kort.
De enige bevaarbare rivier is de Mincio. Deze stroomt bij Peschiera uit het Gardameer naar het zuiden, om ten zuiden van Mantua in de Po te stromen.

## Belangrijke plaatsen rond het Gardameer
- Riva del Garda
- Peschiera del Garda
- Malcesine
- Sirmione
- Salò
- Desenzano del Garda
- Lonato
- Limone sul Garda
- Gargnano
- Bardolino (Italië)
- Garda
- Torri del Benaco
- Lazise

## Watervervuiling
Het Gardameer was vooral in de jaren 70 en 80 door industriële lozingen en toeristisch afval zodanig ernstig vervuild geraakt dat het een bedreiging werd voor het toerisme - een belangrijke inkomstenbron rond het Gardameer. Er kwamen grootschalige milieumaatregelen, waardoor het water nu schoner en gezonder is.

## Waterstand
Het Gardameer is (net als de andere Italiaanse alpenmeren) een spaarbekken voor de bevloeiing van de landbouwgronden in de Povlakte. In juli 2005 werd de laagste waterstand ooit gemeten, met grote gevolgen voor de landbouw.
Maar in juli 2008 stond het water vergeleken met de voorgaande jaren extreem hoog. In februari 2023, zeer tegen de normale situatie in was de waterstand al 60 cm lager dan normaal. 